# Абди, Башир
Башир Абди (род. 10 февраля 1989, Могадишо) — бельгийский легкоатлет, специализирующийся в беге на 10000 метров и беге на 5000 метров, а также марафоне. Бронзовый призёр Олимпийских игр 2020 года в марафоне, серебряный призёр чемпионата Европы 2018 года на дистанции 10 000 метров. Рекордсмен Европы в марафоне с 2021 года (2:03:36).

## Биография

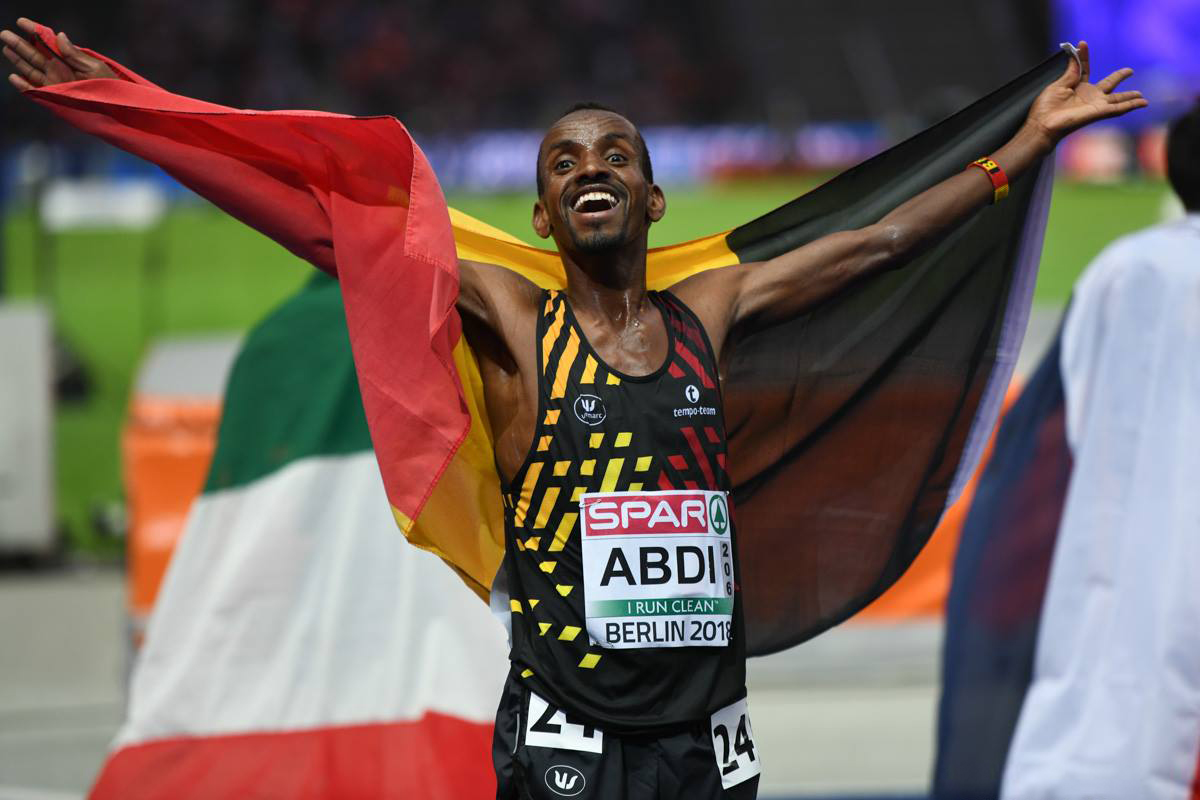
Чемпионат Европы 2018 года

На чемпионате Европы 2012 года в Хельсинки он сумел составить достойную конкуренцию лучшим европейским стайерам. Он занимает восьмое место в финале в беге на 5000 метров, и четвёртое - в финале на 10 000 метров. В конце года он выиграл свой первый национальный титул среди кросс-кантри и занял девятое место на чемпионатах Европы по кросс-кантри.
В начале 2013 года, в Соединённых Штатах, Башир Абди устанавливает личный рекорд на 5000 м в 13:30.91 и на 10 000 м 27:43.99.
В 2014 году он занял пятое место на 10000 м на Европейском чемпионате в Цюрихе.
На Олимпийских играх 2016 года в Рио-де-Жанейро он закончил дистанцию 5000 метров 20-м, в то время как он ставил задачу попасть в финальный забег.
7 августа 2018 года в Берлине он стал европейским вице-чемпионом на дистанции 10 000 м с результатом 28:11.76, уступив победителю 0.54 секунды.